# Nuoto ai campionati mondiali di nuoto 2009 - Staffetta 4x100 metri stile libero maschile
La staffetta 4x100 metri stile libero maschile ai campionati mondiali di nuoto 2009 si è svolta al complesso natatorio del Foro Italico di Roma, in Italia.
Le qualificazioni si sono svolte la mattina del 26 luglio, la finale si è svolta la sera stessa.

## Medaglie
| Posizione | Atleta                                                                                                | Paese       |
| --------- | --- | ----------- |
|           | Michael Phelps Ryan Lochte Matt Grevers Nathan Adrian Garrett Weber-Gale* Ricky Berens* Cullen Jones* | Stati Uniti |
|           | Evgeniy Lagunov Andrey Grechin Danila Izotov Alexander Sukhorukov Nikita Konovalov*                   | Russia      |
|           | Fabien Gilot Alain Bernard Grégory Mallet Frédérick Bousquet Amaury Leveaux* William Meynard*         | Francia     |

* Atleti che hanno partecipato solo alle batterie.

## Record
Prima di questa manifestazione il record del mondo (WR) e il record dei campionati (CR) erano i seguenti.
|  | 3'08"24 | Michael Phelps (47.51) Garrett Weber-Gale (47.02) Cullen Jones (47.65) Jason Lezak (46.06) Stati Uniti | 11 agosto 2008 Pechino, Cina       |
|  | 3'12"72 | Michael Phelps (48.42) Neil Walker (48.31) Cullen Jones (48.67) Jason Lezak (47.32) Stati Uniti        | 25 marzo 2007 Melbourne, Australia |

Durante l'evento sono stati migliorati i seguenti record:
| Data      | Evento      | Atleta                           | Nazione     | Tempo   | Record |
| --------- | ----------- | -------------------------------- | ----------- | ------- | ------ |
| 26 luglio | 5ª batteria | Cielo, Oliveira, Santos e Silva  | Brasile     | 3'11"26 |        |
| 26 luglio | Finale      | Phelps, Lochte, Grevers e Adrian | Stati Uniti | 3'09"21 |        |

## Batterie
| Pos | Batteria | Corsia | Nazione                       | Atleti | Tempo       |
| --- | -------- | ------ | ----------------------------- | --- | ----------- |
| 1   | 5        | 6      | Brasile                       | César Cielo Filho (47.39) Nicolas Oliveira (47.51) Guiherme Santos (48.15) Fernando Silva (48.21)                                         | 3:11.26 CR  |
| 2   | 4        | 4      | Francia                       | Amaury Leveaux (48.37) Grégory Mallet (47.78) William Meynard (48.11) Fabien Gilot (47.12)                                                | 3:11.38     |
| 3   | 4        | 3      | Regno Unito                   | Adam Brown (49.01) Simon Burnett (47.57) Liam Tancock (47.74) Ross Davenport (47.30)                                                      | 3:11.62 NR  |
| 4   | 5        | 4      | Stati Uniti                   | Garrett Weber-Gale (48.30) Matt Grevers (47.55) Ricky Berens (48.19) Cullen Jones (47.60)                                                 | 3:11.64     |
| 5   | 5        | 5      | Italia                        | Francesco Donin (48.79) Alessandro Calvi (47.88) Marco Orsi (47.89) Christian Galenda (47.20)                                             | 3:11.76     |
| 6   | 5        | 3      | Sudafrica                     | Lyndon Ferns (47.94) Darian Townsend (48.02) Roland Schoeman (48.54) Graeme Moore (47.58)                                                 | 3:12.08     |
| 7   | 3        | 4      | Australia                     | Matthew Abood (48.35) Andrew Lauterstein (48.32) Tommaso D'Orsogna (47.84) Matthew Targett (48.07)                                        | 3:12.58     |
| 8   | 3        | 3      | Russia                        | Evgeniy Lagunov (48.48) Danila Izotov (48.21) Nikita Konovalov (48.46) Alexander Sukhorukov (47.63)                                       | 3:12.78     |
|     |          |        |                               | |             |
| 9   | 3        | 5      | Canada                        | Brent Hayden (47.77) Joel Greenshields (48.36) Colin Russell (48.11) Stefan Hirniak (48.72)                                               | 3:12.96     |
| 10  | 4        | 5      | Svezia                        | Stefan Nystrand (47.52) Lars Frölander (48.12) Simon Sjödin (48.62) Petter Stymne (49.12)                                                 | 3:13.38     |
| 11  | 4        | 2      | Giappone                      | Takurō Fujii (48.87) Rammaru Harada (49.37) Yoshihiro Okumura (47.93) Makoto Ito (49.46)                                                  | 3:15.63 AsR |
| 12  | 5        | 2      | Svizzera                      | Dominik Meichtry (49.02) Flori Lang (48.15) Gregory Widmer (48.63) Aurelien Kunzi (50.33)                                                 | 3:16.13     |
| 13  | 4        | 6      | Polonia                       | Konrad Czerniak (48.61) Marcin Tarczynski (48.95) Lukasz Gasior (48.80) Mateusz Stawinski (49.99)                                         | 3:16.35     |
| 14  | 4        | 8      | Lituania                      | Vytautas Janušaitis (49.50) Paulius Viktoravicius (48.01) Mindaugas Sadauskas (48.90) Mindaugas Margis (50.06)                            | 3:16.47     |
| 15  | 3        | 6      | Cina                          | Chen Zuo (49.70) Lu Zhiwu (49.04) Shi Tengfei (49.27) Cai Li (49.07)                                                                      | 3:17.08     |
| 16  | 3        | 2      | Venezuela                     | Crox Acuna (49.95) Octavio Alesi (49.69) Roberto Gomez (48.84) Albert Subirats (49.31)                                                    | 3:17.79     |
| 17  | 2        | 1      | Belgio                        | Pholien Systermans (50.19) Yoris Grandjean (49.12) Pierre Yves Romanini (49.43) Glenn Surgeloose (49.23)                                  | 3:17.97     |
| 18  | 1        | 4      | Rep. Ceca                     | Michal Rubacek (49.46) Martin Verner (48.87) Jan Sefl (50.11) Kvetoslav Svoboda (50.23)                                                   | 3:18.67     |
| 19  | 3        | 0      | Irlanda                       | Barry Murphy (49.98) Ryan Harrison (50.87) Conor Leaney (49.51) Karl Burdis (51.41)                                                       | 3:21.77     |
| 20  | 5        | 7      | Kazakistan                    | Stanislav Kuzmin (50.69) Alexandr Sklyar (50.13) Oleg Rabota (51.34) Artur Dilman (50.79)                                                 | 3:22.95     |
| 21  | 4        | 1      | Uzbekistan                    | Daniil Tulupov (50.89) Danil Bugakov (50.10) Dmitriy Shvetsov (51.36) Petr Romashkin (51.20)                                              | 3:23.55     |
| 22  | 5        | 0      | Iran                          | Emin Noshadi (52.23) Pasha Vahdati Rad (51.37) Saeid Maleka Ashtiani (51.69) Mohammad Bidarian (51.09)                                    | 3:26.38     |
| 23  | 3        | 7      | Barbados                      | Shawn Clarke (50.40) Martyn Forde (51.85) Terrence Haynes (50.67) Vaughn Forsythe (54.23)                                                 | 3:27.15     |
| 24  | 5        | 1      | Philippines                   | Miguel Molina (51.84) Kendrick Uy (53.29) Charles William Walker (51.35) Daniel Coakley (51.53)                                           | 3:28.01     |
| 25  | 5        | 8      | Singapore                     | Clement Lim (52.35) Wen Hao Joshua Lim (51.16) Xue Wei Nicholas Tan (52.21) Shirong Jeffrey Su (52.40)                                    | 3:28.12     |
| 26  | 3        | 8      | India                         | Arjun Jayaprakash (55.25) Rehan Poncha (55.71) Virdhawal Khade (50.78) Ashwin Menon (53.50)                                               | 3:35.24     |
| 27  | 3        | 1      | Kuwait                        | Mohammed Madouh (52.58) Humoud Alhumoud (54.62) Abdulrahman Albader (54.12) Marzouq Alsalem (54.29)                                       | 3:35.61     |
| 28  | 4        | 0      | Emirati Arabi Uniti           | Obaid Al Jesmi (53.54) Mubarak Al Besher (56.03) Saeed Al Jesmi (54.84) Mohammed Al Ghaferi (53.54)                                       | 3:37.95     |
| 29  | 4        | 9      | Senegal                       | Papa Madiop Ndong (55.79) Matar Samb (54.82) Abdoul Khadre Mbaye Niane (54.84) Malick Fall (52.87)                                        | 3.38.32     |
| 30  | 2        | 7      | Nigeria                       | Samson Focados Opuakpo (54.06) Eric Williams (56.55) Pepelate Gbagi (55.73) Yellow Yeiyah (55.05)                                         | 3.41.39     |
| 31  | 2        | 4      | Armenia                       | Sergey Pevnev (58.67) Andranik Harutyunyan (53.50) Khachik Plavchyan (58.48) Mikayel Koloyan (51.17)                                      | 3.41.82     |
| 32  | 2        | 3      | Albania                       | Endi Babi (54.87) Mario Sulkja (58.16) Eduart Cane (56.48) Sidni Hoxha (52.62)                                                            | 3.42.13     |
| 33  | 1        | 5      | Malta                         | Neil Agius (55.41) Edward Caruana Dingli (54.90) Andrea Agius (56.05) Mark Sammut (56.33)                                                 | 3.42.69     |
| 34  | 3        | 9      | Macao                         | Kuan Fong Lau (54.26) Tong Antonio (55.86) Wing Cheung Victor Wong (54.93) Cheok Kuan Chong (58.24)                                       | 3.43.29     |
| 35  | 2        | 5      | Mauritius                     | Ronny Ashley Vencatachellum (56.24) Mathieu Gilles Marquet (57.41) Jean Pascal Hughes Gregoire (54.96) Jean Marie Emmanuel Froget (56.47) | 3.45.08     |
| 36  | 1        | 3      | Mozambico                     | Leonel Matonse (55.50) Ivo Chilaule (55.62) Gerusio Matonse (58.30) Patricio Vera (56.00)                                                 | 3.45.42     |
| 37  | 2        | 6      | Papua Nuova Guinea            | Ryan Pini (50.13) Daniel Pryke (56.59) Ian Bond Wolongkatop Nakmai (1:02.57) Peter Popahun Pokawin (56.48)                                | 3.45.77     |
| 38  | 2        | 2      | Isole Marianne Settentrionali | Eli Ebenezer Wong (56.03) Cooper Graf (1:01.94) Shin Kimura (1:03.72) Kailan Staal (56.14)                                                | 3.57.83     |
| --  | 2        | 8      | Croazia                       | | DNS         |
| --  | 5        | 9      | Arabia Saudita                | | DNS         |
| --  | 4        | 7      | Colombia                      | | DQ          |

## Finale
La finale si è svolta il pomeriggio del 26 luglio.
| Pos | Corsia | Nazione     | Atleti                                                                                               | Tempo   | Note |
| --- | ------ | ----------- | --- | ------- | ---- |
|     | 6      | Stati Uniti | Michael Phelps (47.78) Ryan Lochte (47.03) Matt Grevers (47.61) Nathan Adrian (46.79)                | 3:09.21 | RC   |
|     | 8      | Russia      | Evgeniy Lagunov (47.90) Andrey Grechin (47.00) Danila Izotov (47.23) Alexander Sukhorukov (47.39)    | 3:09.52 | NR   |
|     | 5      | Francia     | Fabien Gilot (47.73) Alain Bernard (46.46) Grégory Mallet (48.28) Frédérick Bousquet (47.42)         | 3:09.89 |      |
| 4.  | 4      | Brasile     | César Cielo Filho (47.09) RC Nicolas Oliveira (47.39) Guiherme Santos (48.15) Fernando Silva (48.17) | 3:10.80 |      |
| 5.  | 2      | Italia      | Alessandro Calvi (49.03) Christian Galenda (47.60) Marco Orsi (47.91) Filippo Magnini (47.39)        | 3:11.93 |      |
| 5.  | 7      | Sudafrica   | Lyndon Ferns (48.32) Graeme Moore (48.05) Darian Townsend(48.05) Roland Schoeman (47.51)             | 3:11.93 | NR   |
| 7.  | 3      | Regno Unito | Adam Brown (48.66) Simon Burnett (47.50) Liam Tancock (47.81) Ross Davenport (48.12)                 | 3:12.09 |      |
| 8.  | 1      | Australia   | Matthew Abood (48.79) Matthew Targett (47.49) Andrew Lauterstein (48.41) Tommaso D'Orsogna (47.71)   | 3:12.40 |      |